# Schöney Lázár
Schöney Lázár (angolul: Lazarus Schoney) (Pest, 1838. október 18. – New York, N. Y., USA, 1914. február 17.) katonaorvos az amerikai polgárháborúban, a New York-i Tudományos Akadémia tagja, főiskolai tanár.

## Életútja
Felsőfokú orvosi tanulmányokat Prágában folytatott a Károly Egyetemen, 1857-ben szerzett orvosi diplomát. Tanulmányait 1860-ban folytatta tovább az Egyesült Államokban, a Pennsylvaniai Egyetemen, itt 1862-ben szerzett orvosi diplomát. Diplomájának kézhez vétele után jelentkezett az uniós hadseregbe, s ott katonaorvosként teljesített szolgálatot 1862-1865 közt. A polgárháború vége felé kinevezték vezető katonaorvosnak. Irodája a szenátus épületében volt, itt ismerkedett meg Abraham Lincoln elnökkel. Szolgálatot teljesített a washingtoni Lincoln Kórházban és a harctereken, mint katonaorvos ott volt például a gettysburgi csatában.
A polgárháború befejezése után Európába utazott, Párizsban, Berlinben folytatott tanulmányokat. 1868-ban tért vissza Amerikába és orvosi praxist indított. 1871-ben kapta meg az amerikai állampolgárságot. A patológia és a klinikai mikroszkópia professzora lett New Yorkban, az Eclectic Medical College tanári karában. Beválasztották a New York-i Tudományos Akadémia tagjainak sorába. Számos orvosi társaságnak is elismert tagja volt, köztük a New York-i Mikroszkópiai Társaságnak. 1914-ben New Yorkban érte a halál.

## Magánélete
- Házas ember volt, 1863-ban született fia, Emánuel.